# Pinofranqueado
Pinofranqueado – gmina w Hiszpanii, w prowincji Cáceres, w Estramadurze, o powierzchni 146,84 km². W 2011 roku gmina liczyła 1670 mieszkańców.